# Thomas Willis
Thomas Willis (Great Bedwin (Wiltshire), 1621 — Londres, 1675) va ser un metge anglès.
Va estudiar l'anatomia del cervell i el cerebel i les artèries que els reguen, entre les quals va descriure l'estructura actualment coneguda com a hexàgon (o cercle) de Willis. Va estudiar també la diabetis mellitus. Fou membre fundador de la Royal Society.

## Recerca

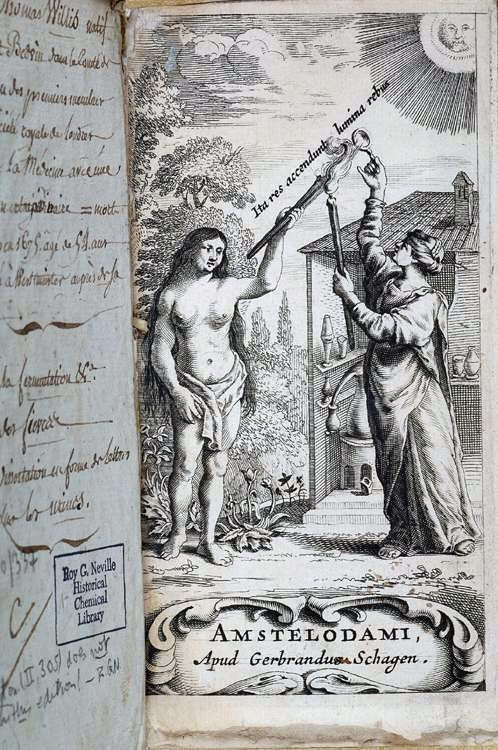
Portada del llibre de Willis de 1663 Diatribae duae medico-philosophicae – quarum prior agit de fermentatione, imprès i publicat per Gerbrandus Schagen a Amsterdam

Willis fou un pioner de la recerca sobre l'anatomia del cervell, el sistema nerviós i els músculs. El seu descobriment més notable fou el "Cercle de Willis", un cercle d'artèries a la base del cervell.
L'anatomia de Willis del cervell i els nervis, com es descriuen al seu Cerebri anatome de 1664, és minuciosa i elaborada. Aquesta obra va inventar el terme neurologia, i no fou el resultat del seu únic esforç personal; va reconèixer que estava en deute amb Sir Christopher Wren, que va fer dibuixos, Thomas Millington, i el seu col·lega anatomista Richard Lower. Conté grans quantitats d'informació nova i mostra un enorme contrast amb respecte les obres dels seus predecessors.
El 1667 Willis va publicar Pathologicae cerebri, et nervosi generis specimen, una obra important sobre la patologia i la neurofisiologia del cervell. Hi va desenvolupar una nova teoria sobre la cause de l'epilèpsia i altres malalties convulsives, i va contribuir al desenvolupament de la psiquiatria. El 1672 va publicar l'obra més antiga en anglès sobre psicologia mèdica, Two Discourses concerning the Soul of Brutes, which is that of the Vital and Sensitive of Man.
Willis es podria considerar un pioner de la teoria de la superveniència entre ment i cervell que avui en dia és prominent en neuropsiquiatria i filosofia de la ment. Malauradament, les seves idees no van millorar el tractament dels seus pacients; en alguns casos, advocava per donar cops de bastó al cap del pacient.
Willis fou el primer que va numerar els nervis cranials en l'ordre que avui en dia utilitzen normalment els anatomistes. Va adonar-se de les línies paral·leles del cos callós, que després foren descrites amb detall per Félix Vicq-d'Azyr. Sembla que va reconèixer la comunicació de les circumvolucions de la superfície del cervell i la que hi ha entre les cavitats laterals de sota el fòrnix. Va descriure els cossos estriats i els tàlems òptics; les quatre eminències orbiculars, amb la protuberància anular, a la qual va donar nom; i els cossos mamilars blancs, al darrere de l'infundibulum. Al cerebel va destacar la disposició arborescent de les matèries blanca i grisa i va donar una bona explicació de les caròtides internes i les comunicacions que fan amb les branques de l'artèria basilar.
Willis va substituir la doctrina de Nemesi. Va deduir que els ventricles contenien líquid cefalorraquidi que recollia els productes sobrants dels efluents. Willis va reconèixer el còrtex com a substrat de la cognició i va afirmar que els girs del cervell estaven relacionats amb un augment progressiu en la complexitat de la cognició. En el seu esquema funcional, l'origen dels moviments voluntaris estava situat al còrtex cerebral mentre que els moviments involuntaris provenien del cerebel.
Va inventar el terme mellitus de la diabetes mellitus. De fet, aquesta condició s'havia conegut antigament com a "Malaltia de Willis". Va observar el que s'havia conegut durant molts de segles en altres llocs, que la orina és dolça en els pacients (glicosúria). Les seves observacions sobre la diabetis van constituir un capítol de Pharmaceutice rationalis (1674). Johann Conrad Brunner, que havia conegut Willis a Londres, va fer-ne més recerca. Willis fou el primer que va identificar acalàsia el 1672.

## Influència
L'obra de Willis es va conèixer a França gràcies als escrits de l'hugonot Daniel Duncan. El filòsof Richard Cumberland va aplicar ràpidament els descobriments sobre anatomia del cervell per argumentar un cas contra l'opinió de Thomas Hobbes sobre la primacia de les passions. Els llibres de Willis, inclòs Cerebri anatome i obres seleccionades en cinc volums (1664) surten a la llista de volums de la biblioteca de Sir Thomas Browne. El seu fill Edward Browne, que fou President del Col·legi Reial de Metges entre 1704 i 1707, també tenia llibres de Willis.

## Obres
- 1663 Diatribae duae medico-philosophicae – quarum prior agit de fermentatione  a Google Llibres
- 1664 Cerebri anatome: cui accessit nervorum descriptio et usus
- 1667 Pathologiae Cerebri et Nervosi Generis Specimen
- 1672 De Anima Brutorum
- 1675 Pharmaceutice rationalis. Sive Diatriba de medicamentorum operationibus in humano corpore a Google Llibres
- 1675 A plain and easie method for preserving (by God's blessing) those that are well from the infection of the plague, or any contagious distemper, in city, camp, fleet, &c., and for curing such as are infected with it
- 1677 Pharmaceutice rationalis sive diatriba de medicamentorum operationibus in humano corpore Versió digital de la Universitäts- und Landesbibliothek Düsseldorf
- 1681 Clarissimi Viri Thomae Willis, Medicinae Doctoris, Naturalis Philosophiae Professoris Oxoniensis ... Opera Omnia : Cum Elenchis Rerum Et Indicibus necessariis, ut & multis Figuris aeneis Versió digital de la Universitäts- und Landesbibliothek Düsseldorf
- 1683 Dissertation sur les urines tirée des ouvrages de Willis Versió digital